# Халлепорт
Халлепорт (фр. Porte de Hal, нидерл. Hallepoort) — средневековые городские ворота Брюсселя, единственный сохранившийся фрагмент второй городской стены Брюсселя. В настоящее время используются как музей.

## История

### Ворота как часть городских укреплений

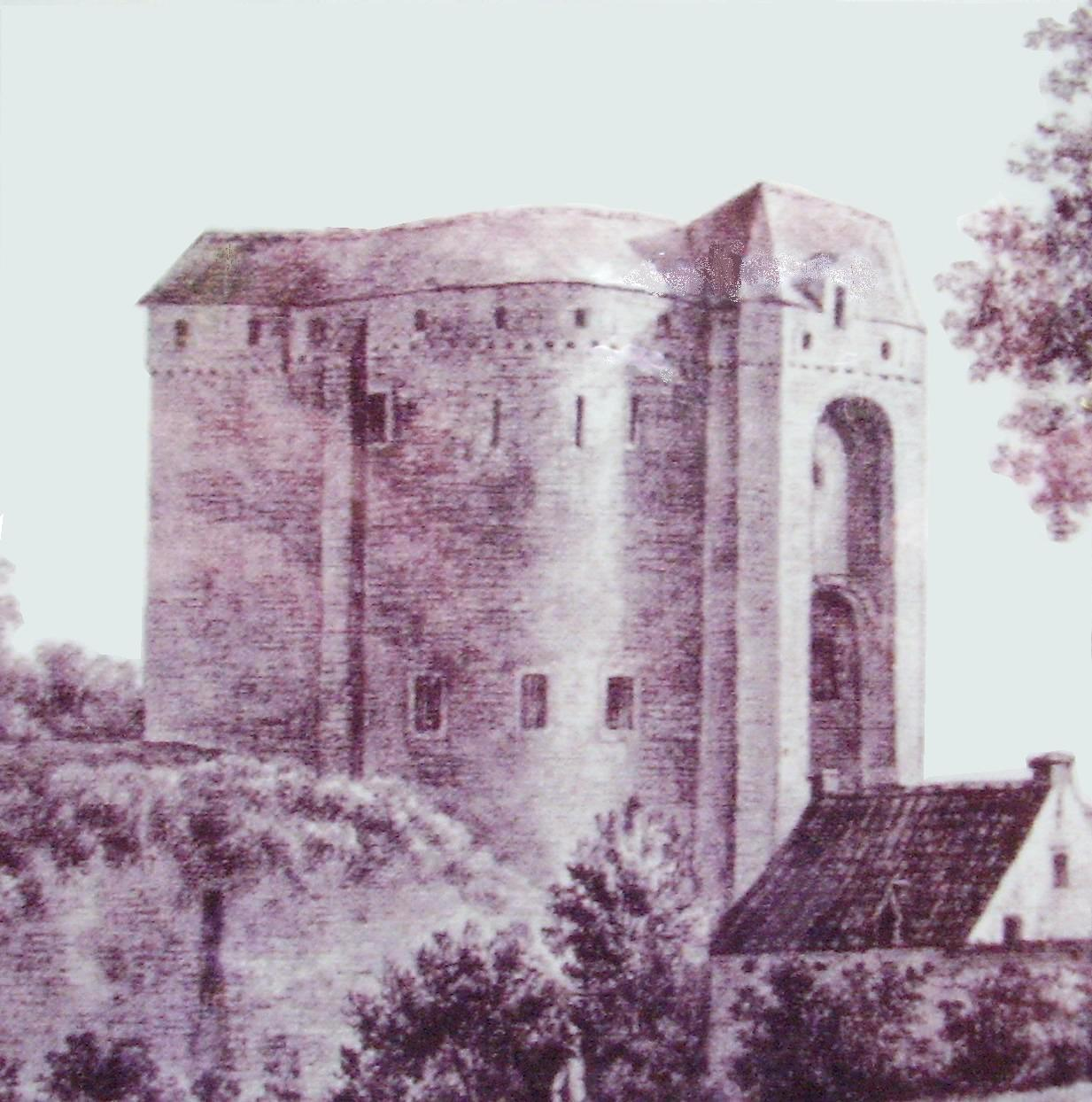
Ворота на рисунке 1612 года

Вторая городская стена Брюсселя, частью которых являлся Халлепорт, была построена между 1357 и 1381—1383 годами. Точная дата постройки самих ворот неизвестна, по данным архивных документов время их постройки относится к промежутку между 1357 или 1360 и 1373 годами. С XVII века ворота, помимо оборонительной и таможенной, также стали выполнять функцию тюрьмы. С XVII века они использовались как военная тюрьма для пленных, а с 1758 до 1824 — как городская гражданская тюрьма.
В 1782 году австрийский император Иосиф II издал указ о ликвидации городских стен и укреплений в большинстве городов тогдашних Австрийских Нидерландов, в том числе и в Брюсселе. Снос городских стен Брюсселя был окончательно завершён после того, как в 1810 году Наполеон приказал проложить на их месте кольцо бульваров (нынешнее Малое кольцо Брюсселя). Благодаря своей тюремной функции ворота Халле избежали сноса.

### Ворота в XIX веке
После того, как в 1824 году городскую тюрьму вывели из ворот, встал вопрос об их дальнейшем использовании. В 1827 году по предложению короля тогдашнего Объединённого королевства Нидерландов Виллема I было принято решение о перестройке ворот под архив, но в связи с бельгийской революцией 1830 года эти планы не были претворены в жизнь. После независимости Бельгии существование ворот оказалось под угрозой. Многие жители Брюсселя и Сен-Жиля считали, что ворота уродуют город, и посылали городским властям петиции с просьбой об их сносе. В итоге 5 июля 1832 года городской совет принял решение о сносе ворот. Однако реализации этих планов воспротивился городской архиварис Брюсселя. Снос был отложен, и началась дискуссия о будущем ворот. В вопрос вмешалась образованная незадолго до этого Королевская комиссия монументов (орган, занимавшийся охраной памятников истории). Комиссия сочла, что ворота представляет историческую ценность, и должны быть сохранены. В 1840 году было принято окончательное решение о сохранении ворот.
В 1839 году в художественном журнале «La Renaissance» была опубликована статья с предложением о превращении ворот в музей. Эта идея привлекала многих сторонников, и в 1844 году государство поручило архитектору Т. Ф. Сёйсу перестройку ворот под музей. В 1847 году в воротах начал действовать Королевский музей оружия, древностей и этнологии (фр. Musée Royal  d’Armures, d’Antiquités et d’Etnologie). Музей состоял из трёх отделов, в которых демонстрировались оружие и артиллерия, предметы древности и этнографические предметы из Китая, Японии, Африки, Америки и Океании. В связи с ростом коллекций в 1889 году в другой музей была перенесена коллекция предметов древности, а в 1906 — этнографическая коллекция, после чего в Халлепорт осталась только коллекция оружия.

### Неоготическая реставрация ворот
|  |  |

В 1850-х годах стало ясно, что ворота плохо подходят для выполнения музейной функции, в связи с чем был объявлен конкурс на реконструкцию и реставрацию ворот. В 1860 году этот конкурс выиграл архитектор Хендрик Бейарт (Hendrik Beyaert). Бейарт предложил отреставрировать (вернее — перестроить) ворота в «романтическом» неоготическом стиле. Первоначальный проект Бейарта оказался слишком дорогим, и архитектору пришлось внести в проект многочисленные изменения. В итоге реставрационные ворота начались только 18 августа 1868 года. Работы были завершены в 1870 году.
Реставрация Бейарта очень сильно изменила облик ворот, особенно внутренний фасад (фасад, обращённый к историческому центру города, то есть находившийся в прошлом на внутренней стороне городской стены). В воротах была устроена круглая башня с винтовой лестницей, которая наполовину выдавалась из плоскости внутреннего фасада. Башня венчалась высоким коническим шпилем. По бокам от башни были устроены неоготические окна. Над воротами была надстроена высокая крыша. Все эти перестройки не были обоснованы исторически, фактически являясь плодом фантазии архитектора.

### Вторая реставрация ворот

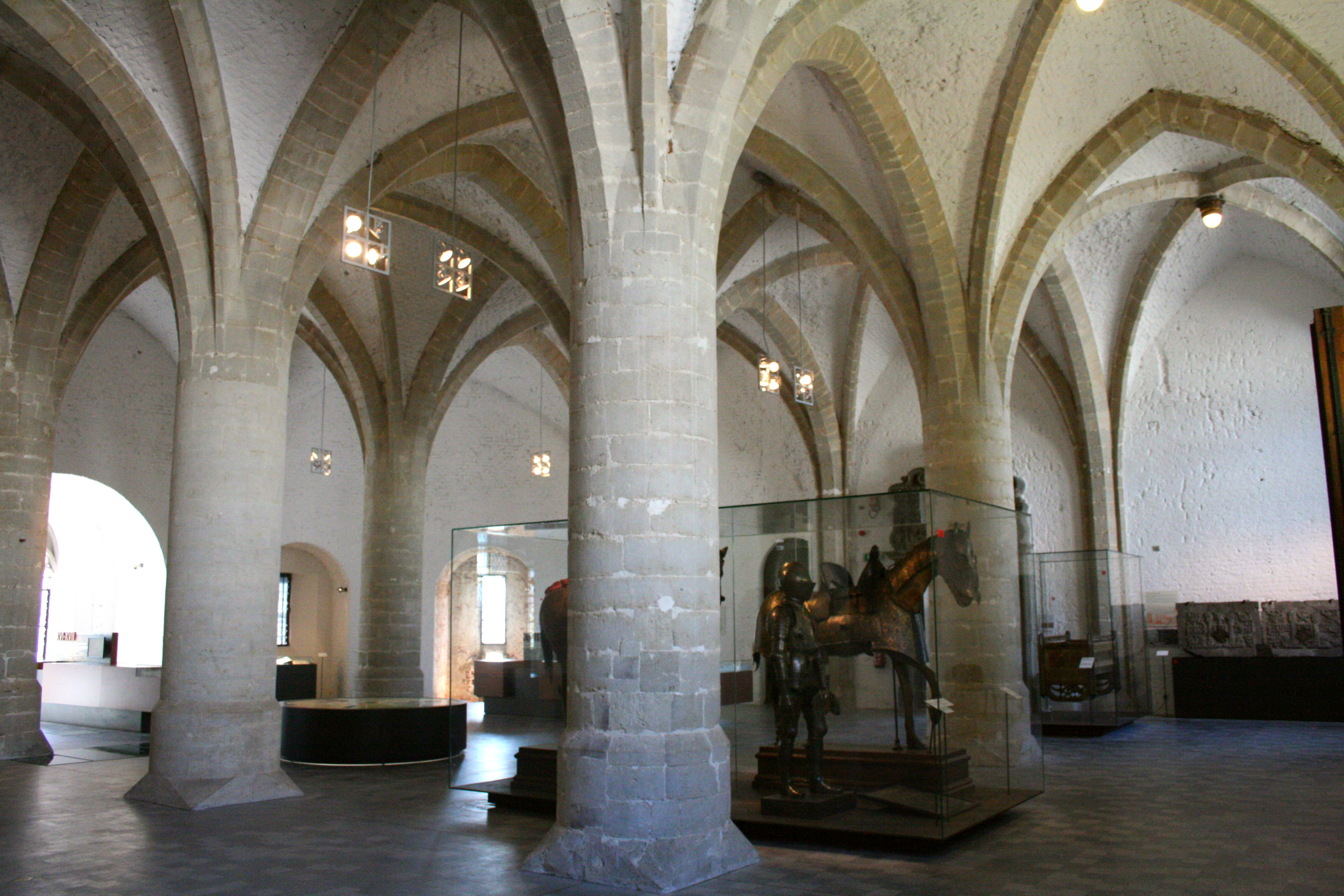
Музейный зал в воротах

В 1976 году ворота были закрыты для публики в связи с плохим состоянием и необходимостью новой реставрации. Новая реставрация, проводившаяся под руководством архитектора Марко Боллена (Marco Bollen), началась в 1983 году. Эта реставрация не затронула существенно внешний вид ворот (таким образом, они сохранили неоготический вид, приобретённый ими в результате реставрации Бейарта). В то же время новая реставрация открыла многие средневековые элементы, скрытые в ходе реставрации Бейрата (машикули, бойницы и т. п.). Также в рамках реставрационных работ были проведены археологические исследования ворот и прилегающей территории.
В 2008 году ворота вновь открылись для посетителей как филиал Королевских музеев искусства и истории. Экспозиции музея посвящены истории самих ворот, старинному оружию и средневековой истории Брюсселя.